# ハンチング帽

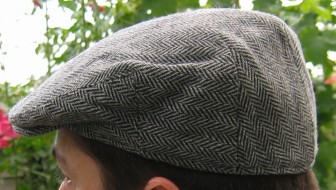
ハンチング帽

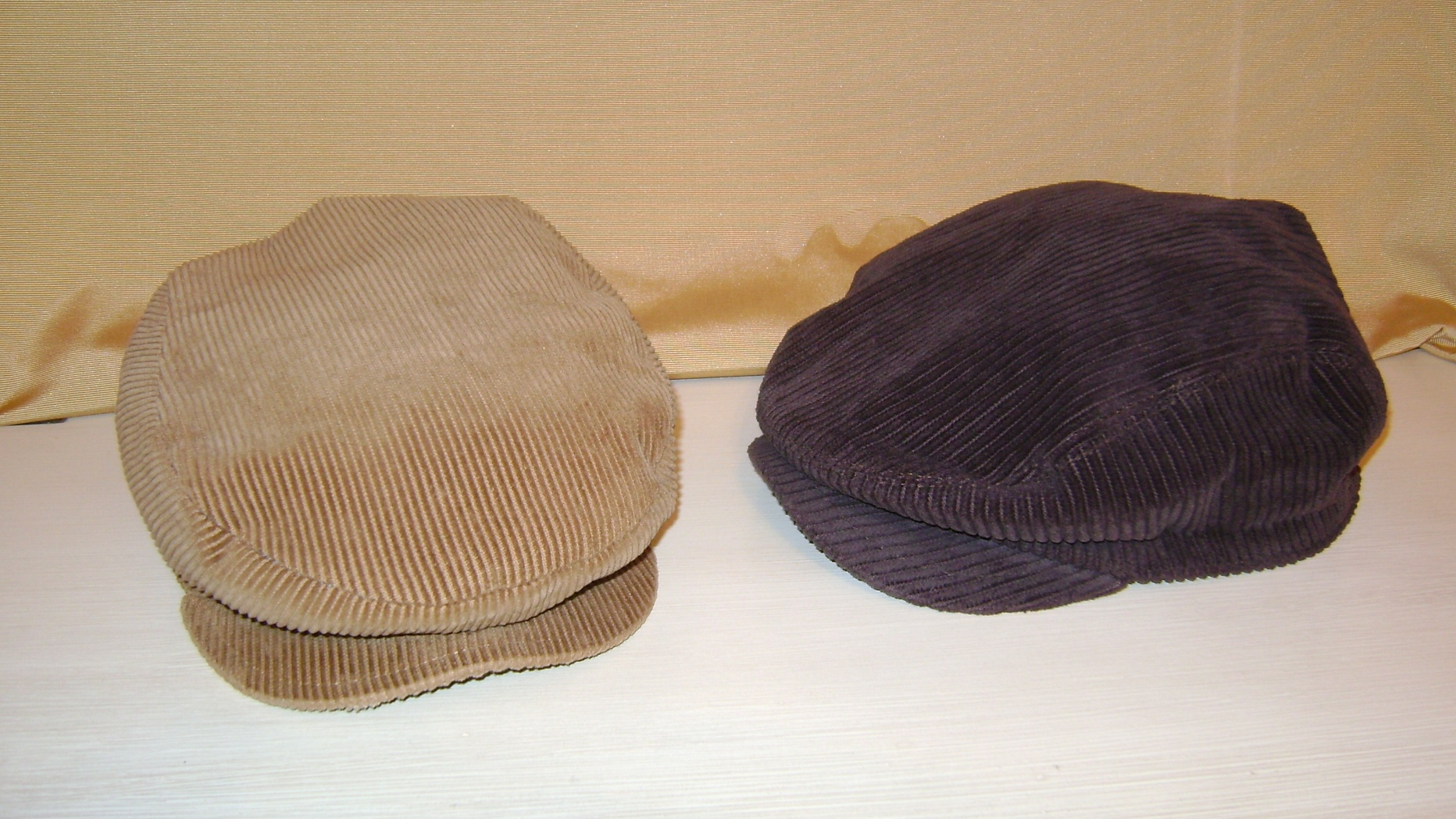
ハンチング帽（シチリアの「コッポラ帽」と呼ばれる帽子）

ハンチング帽（ハンチングぼう）は、19世紀半ばからイギリスで用いられるようになった狩猟用の帽子である。

## 歴史
裕福なイギリス人の間ではシルクハットを被る習慣があったが、乗馬や狩猟などの激しい運動に向いていなかったため、頭の形に合っていてずれにくいハンチング帽が生まれた。実用性が高く安価に生産できるハンチング帽は庶民にも広まり、ハンチング帽は貴族から庶民にまで幅広く愛用されるアイテムとなった。現在では風雨や寒さから頭部を護ると言う実用的な意味は薄れ、もっぱらファッションアイテムとして扱われている。
日本語では鳥打帽（とりうちぼう）とも呼ばれ、1887年（明治20年）頃から商人が被るようになったため、当時は商人の象徴となった。刑事（特に特高）・探偵のイメージに使用される場合もある。
またハンチング帽は、現在では日本だけでなくイギリス本国などにおいても、中年以降の男性が着用しているイメージが強いが、かつては、年齢に関係なく少年から老人まで幅広い層に着用されていた。流行としては、19世紀後半から20世紀半ばにかけてが最盛期であり、1960 - 70年代に入ると、よりカジュアルな野球帽へと徐々に取って代わられていった。しかし未だ男性の間で愛好家が少なくないほか、近年では、女性の間でも人気が上昇している。
秋冬用としてウール、ツイード、コーデュロイ、皮革等、春夏用として綿、麻等の素材で製作される。

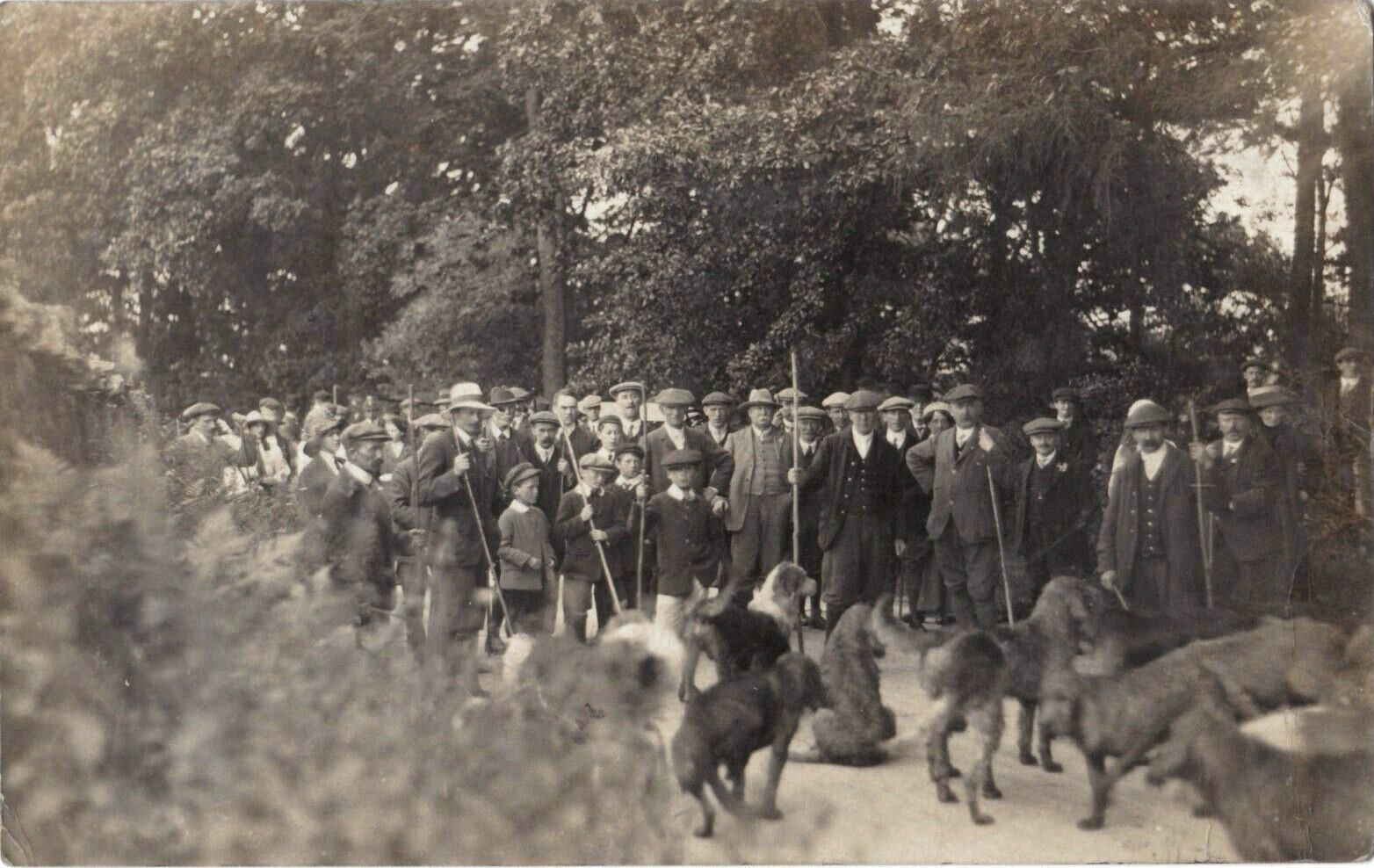
ハンター（1910年代）
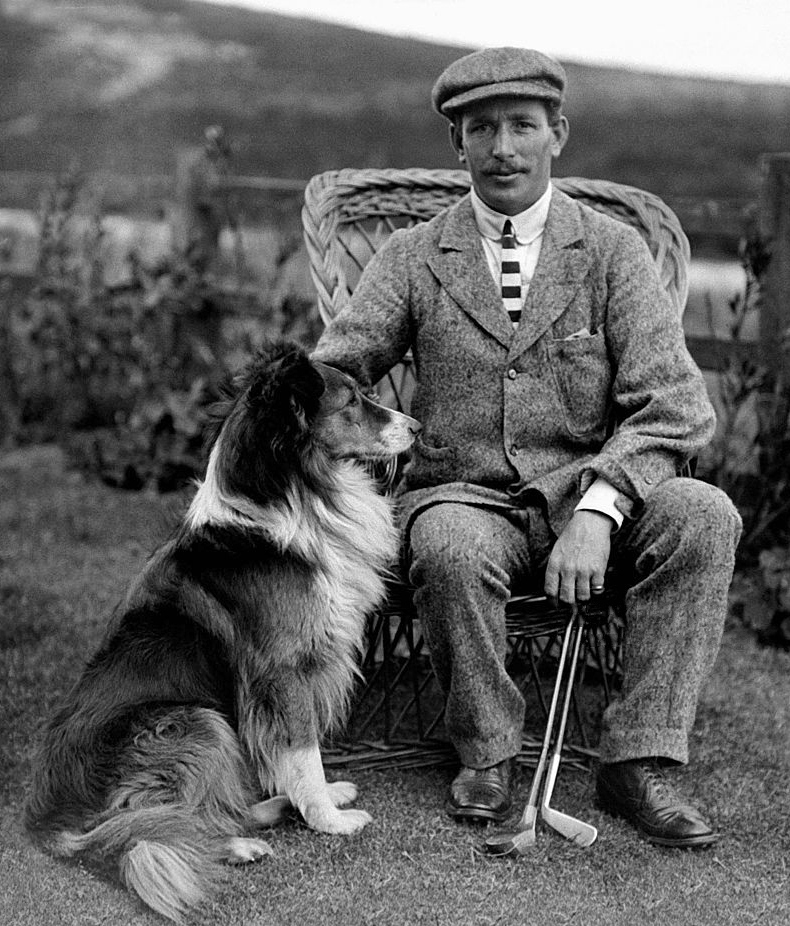
ゴルファー（1904年）
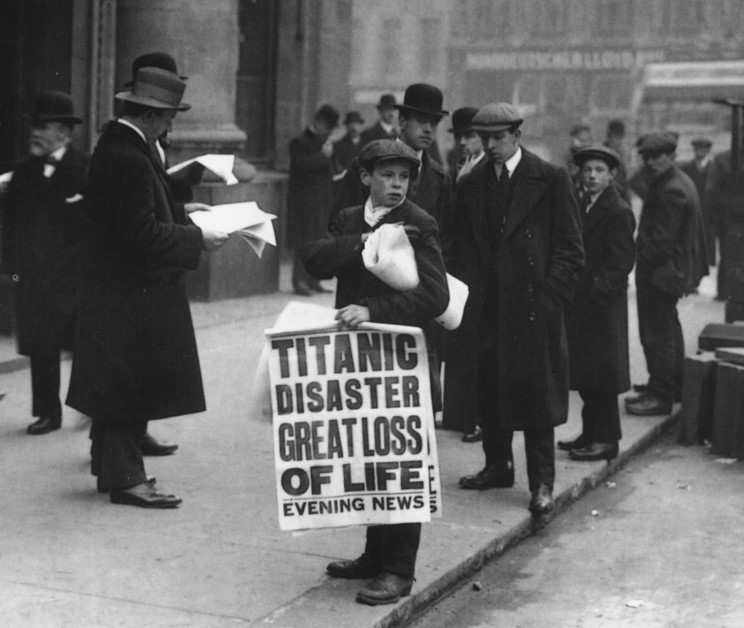
ニュースボーイ（1912年）
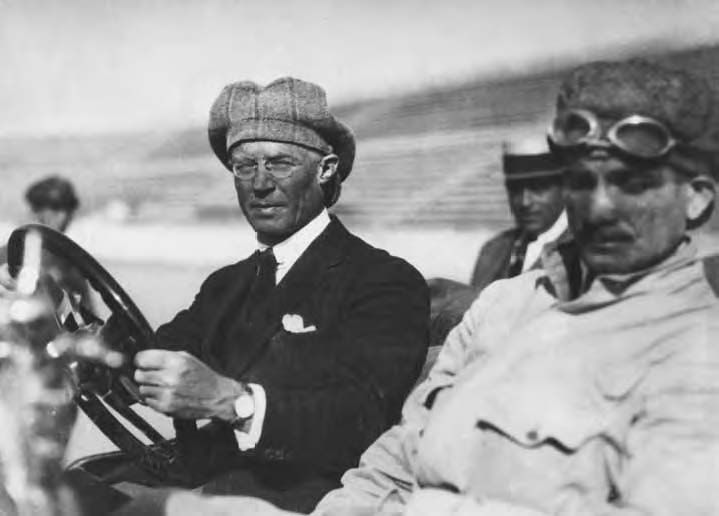
ドライバー（1927年）
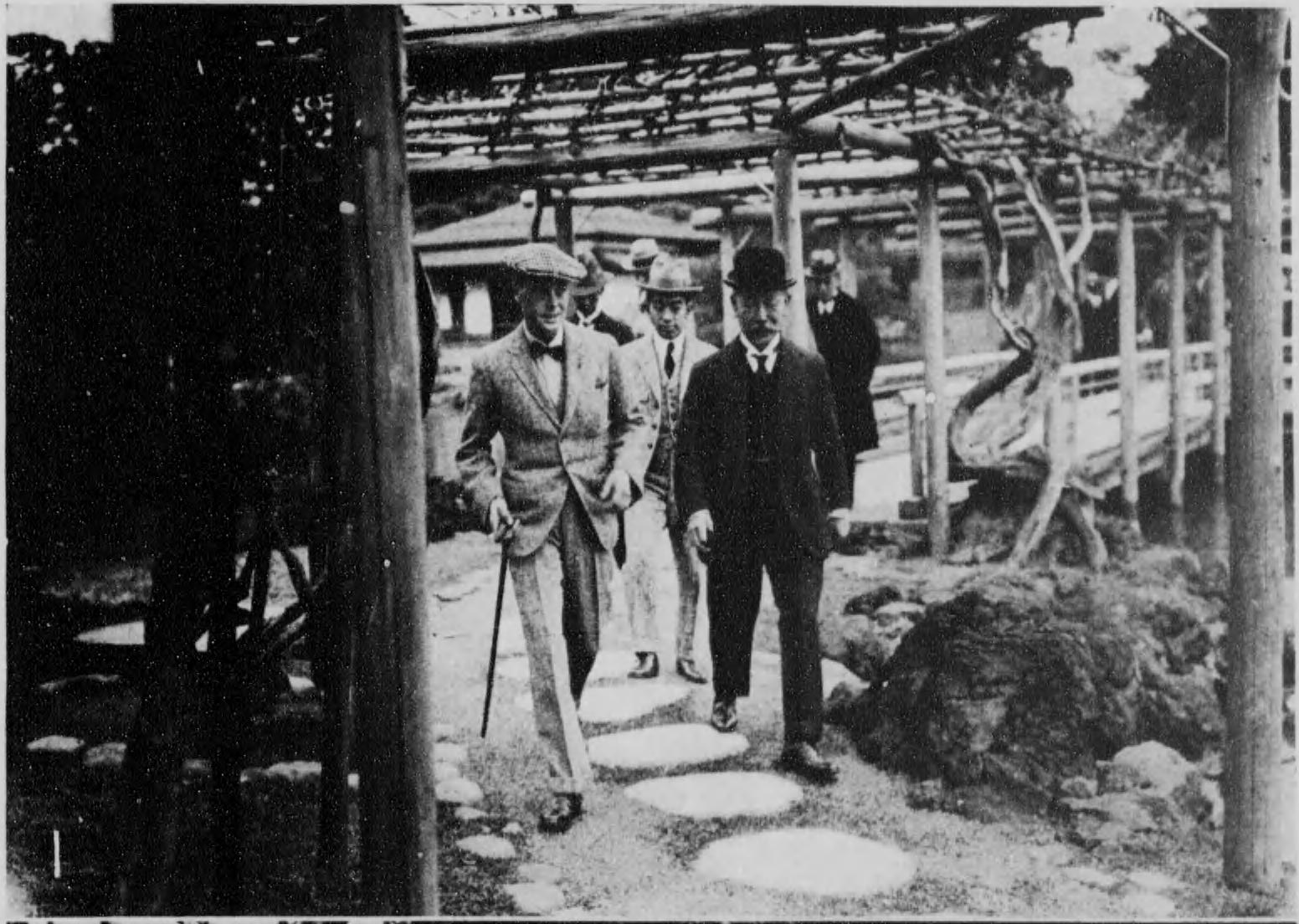
エドワード8世（1922年）
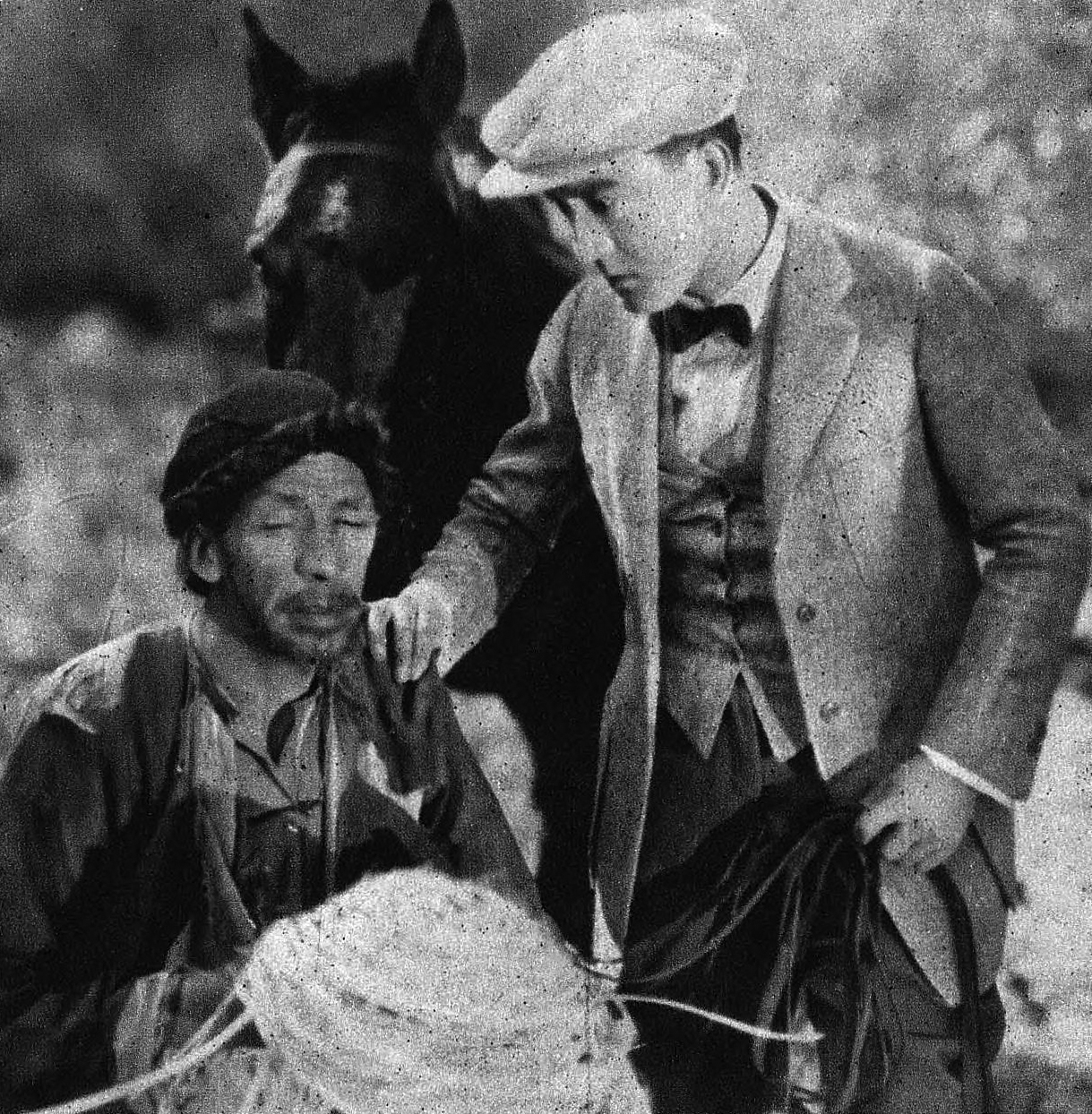
早川雪洲（1922年）
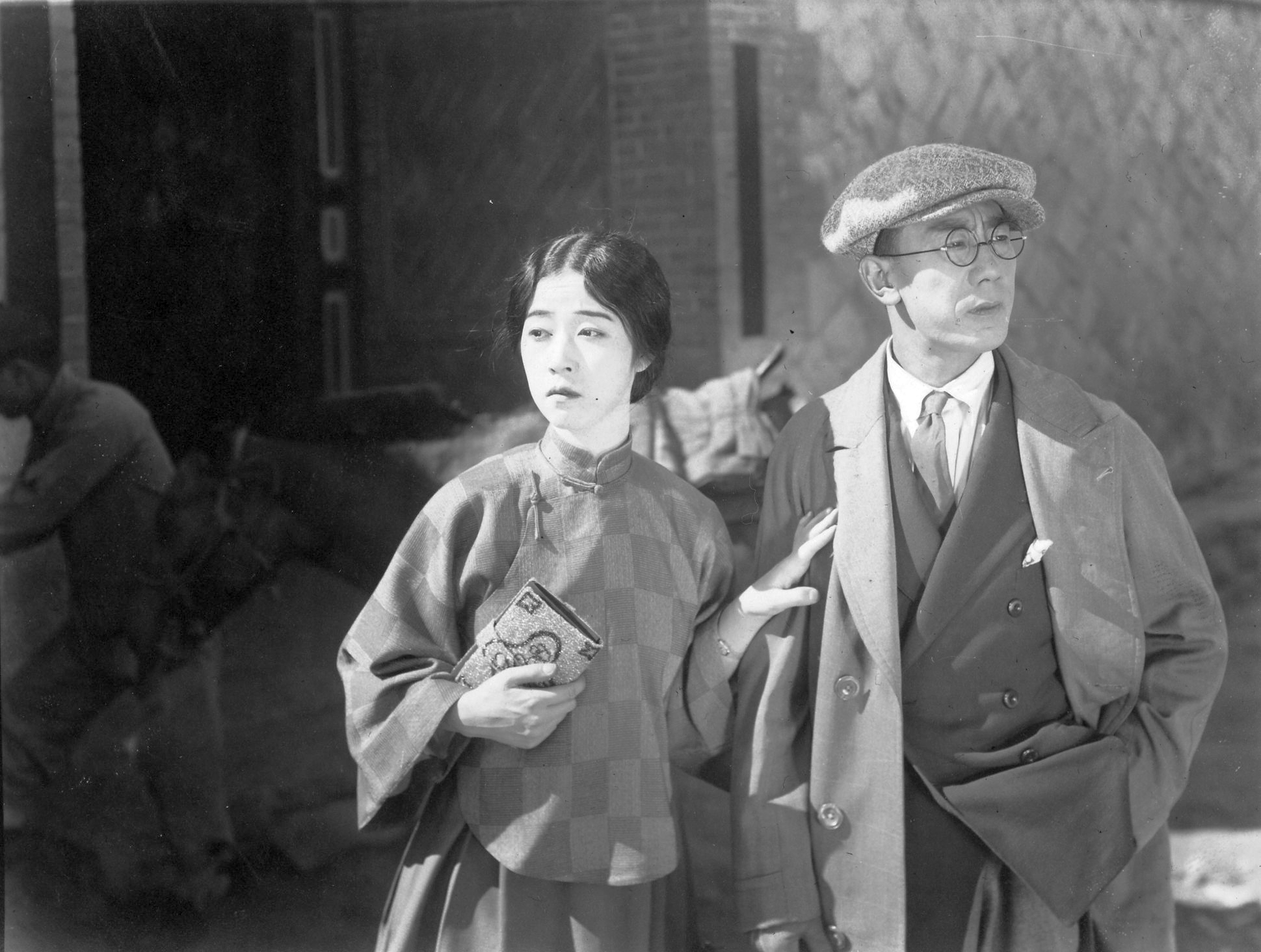
井上正夫（1928年）
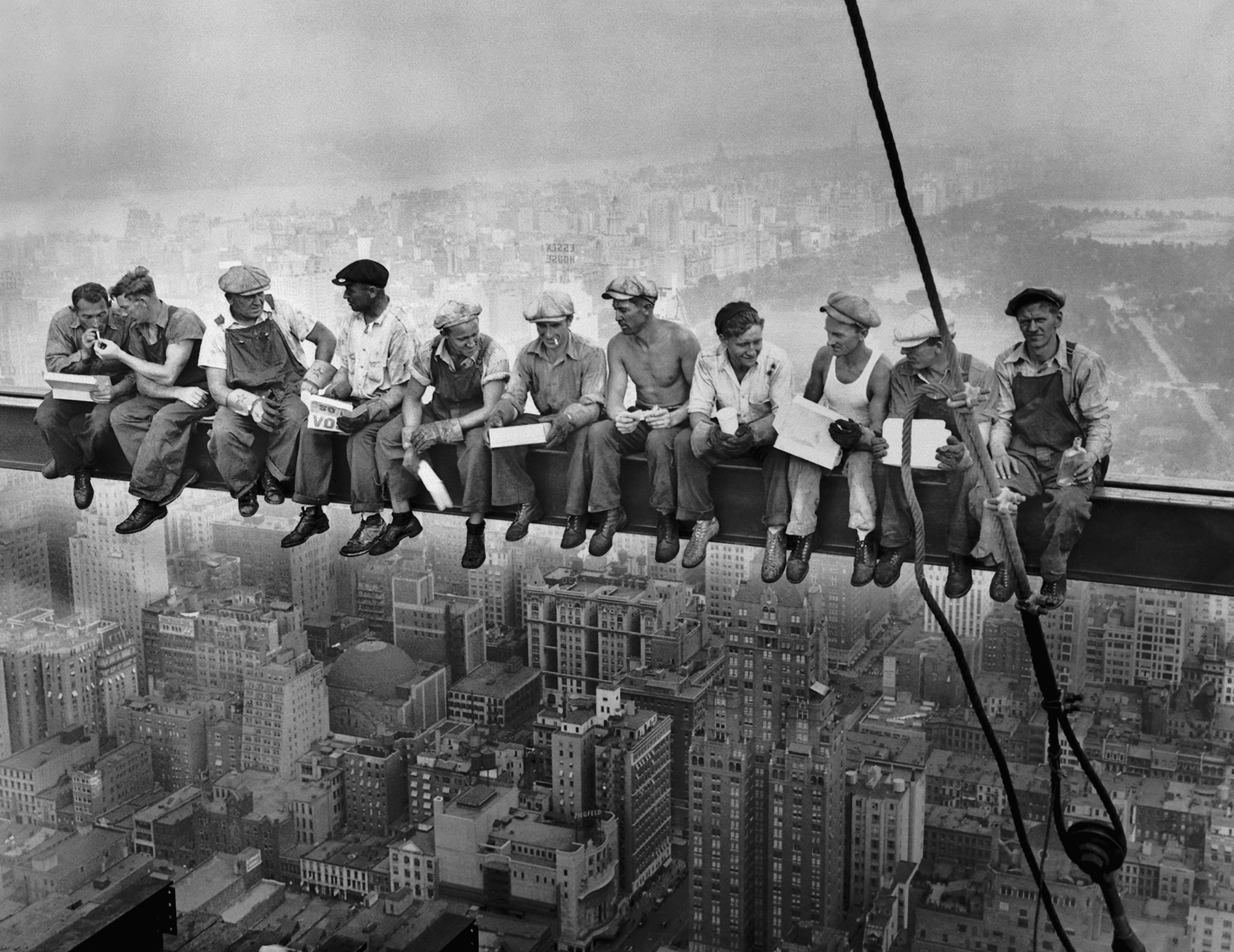
摩天楼の頂上でランチ（1932年）

## 種類
ハンチング帽には様々な種類が存在し、正統派とされるものは天井が真円に近く、一枚布で作られたものである。
- モナコハンチング - 通常のハンチングより天井の形が楕円型で幅が狭い。
- アイビーハンティング - アイビーキャップとも言う。一枚天井で細長く小ぶり。
- プロムナード - 庇のない、ベレー帽のような形状のもの。
- キャスケット - 天井が6枚や8枚はぎのもの。